# اونو ۵۱۸۰
سیارک ۵۱۸۰ (به انگلیسی: 5180 Ohno، نامگذاری:1989GF) پنج هزار و صد و هشتادمین سیارک کشف شده‌است که در ۶ آوریل ۱۹۸۹ کشف شد.
قدر مطلق سیارک برابر ۱۳٫۰۰ است.